# Guerra Iemenita de 1972
Guerra Iemenita de 1972 foi um breve conflito militar entre a República Árabe do Iêmen (Iêmen do Norte) e a República Democrática Popular do Iêmen (Iêmen do Sul). 

## Antecedentes
Os rebeldes da Liga Árabe do Sul atacaram posições no leste do Iêmen do Sul, chegando da Arábia Saudita em 20 de fevereiro de 1972.  Os rebeldes foram derrotados pelas tropas do governo do Iêmen do Sul em 24 de fevereiro de 1972, com cerca de 175 rebeldes mortos durante as hostilidades militares.  O primeiro ministro Ali Nasir Muhammad sobreviveu a uma tentativa de assassinato dos rebeldes em 22 de maio de 1972.  Seis pessoas foram condenadas à morte por conspirar para derrubar o governo em 9 de julho de 1972.  A Arábia Saudita continuou a se opor ao Iêmen do Sul e apoiaria as tropas norte-iemenitas nos próximos confrontos.

## Conflito
A guerra, iniciada pelo Iêmen do Norte,   começou em 26 de setembro de 1972,  o décimo aniversário do início da Guerra Civil do Iêmen do Norte;  os combates consistiram principalmente de confrontos nas fronteiras. Durante o conflito, o norte foi abastecido pela Arábia Saudita, Jordânia, Reino Unido e Estados Unidos; e o sul pela União Soviética. 

## Resultado

### Acordo do Cairo de 1972
Os combates forma efêmeros; a guerra terminou 23 dias depois, em 19 de outubro,  por um cessar-fogo. Isto foi seguido pelo Acordo do Cairo de 28 de outubro, que apresentou um plano para unificar os dois países em um Estado "republicano, nacional e democrático", com base em eleições "livres e diretas". 

### Hostilidades no final da década de 1970
O Iêmen do Sul instigou e financiou um movimento de oposição de base ampla no norte, a Frente Democrática Nacional, em meados da década de 1970. 